# Колумбово яйцо Николы Теслы
На Всемирной выставке в 1893 году, которая проходила в Чикаго, Никола Тесла продемонстрировал электромеханическое устройство, которое назвал Яйцо Колумба. Оно было разработано им для того, чтобы продемонстрировать принципы взаимодействия вращающихся магнитных полей с электропроводящим неферромагнитным телом и принцип индукционного электродвигателя Теслы. Устройство представляло собой статор с двумя полюсами, магнитные поля которых взаимноперпендикулярны, возбуждаемые двухфазным генератором переменного тока. Ротор был выполнен из меди в форме яйца без осевых опор. При раскручивании вращающимся магнитным полем после достижения определённой скорости вращения медное яйцо вставало, вращаясь, на острый конец (в вертикальное положение). Из-за этого это устройство и получило своё название.
В этом устройстве Теслы использовался тороидальный статор с железным сердечником, на котором были намотаны четыре обмотки. Источником питания для машины служил двухфазный генератор переменного тока, токами которого и создавалось вращающееся магнитное поле в устройстве. Статор возбуждался переменным током с частотой от 25 до 300 Гц. Оптимальная же для демонстрации рабочая частота питания устройства, по некоторым описаниям, составляла от 35 до 40 Гц.
Близкие к оригинальному устройству копии устройства сейчас (2014 г.) находятся в экспозициях Музея Николы Теслы в Белграде, в Мемориальном центре «Никола Тесла» в Смиляне, в Техническом Музее, г. Загреб, Хорватском музее истории, а также в Музее науки Анн-Арбора, штат Мичиган и (по состоянию на 1987 г.) в московском Политехническом музее.